# استنلی کورتز
استنلی کورتز (انگلیسی: Stanley Cortez؛ ۴ نوامبر ۱۹۰۸ – ۲۳ دسامبر ۱۹۹۷) یک مدیر فیلم‌برداری اهل ایالات متحده آمریکا بود.
از آثار او می‌توان به فیلم‌برداری خانواده اشرافی امبرسن اشاره نمود.